# Chionostomum hainanense
Chionostomum hainanense là một loài rêu trong họ Sematophyllaceae. Loài này được B.C. Tan & Y. Jia mô tả khoa học đầu tiên năm 1999.